# Anthony Woodville
Anthony Woodville (ur. prawd. 1442, zm. 25 czerwca 1483) – angielski arystokrata, brat królowej Elżbiety Woodville, opiekun króla Edwarda V.

## Pochodzenie
Anthony urodził się prawdopodobnie w 1442 r. w Grafton Regis (Northamptonshire) jako czwarte z czternaściorga dzieci Ryszarda Woodville’a i Jakobiny Luksemburskiej. Miał osiem sióstr i pięcioro braci, z których jeden - Lewis - zmarł we wczesnym dzieciństwie.
Jakobina była wdową po Janie księciu Bedford, bracie króla Anglii Henryka V oraz daleką krewną cesarza Zygmunta Luksemburczyka (ich wspólnym przodkiem był hrabia Luksemburga Henryk V). Ojciec Anthony’ego był niżej urodzony od żony; ich małżeństwo, które zostało zawarte w 1436 r. bez zgody króla Henryka VI, wywołało skandal.
Rodzina Anthony’ego w Wojnie Dwóch Róż walczyła po stronie Lancasterów.

## Młodość
W 1459 r. wraz z ojcem i matką został wywieziony do Calais, gdzie przez krótki czas był więziony przez Richarda Neville’a, stronnika Yorków. Tam poznał Edwarda, swojego przyszłego szwagra, który krytykował Richarda Woodville’a za jego małżeństwo z Jakobiną zarzucając mu chęć osiągnięcia awans społecznego za wszelką cenę.
W 1463 r. Anthony wraz z ojcem zostali zaproszeni przez nowego króla Anglii Edwarda IV do rady królewskiej.

## Brat królowej
W 1464 r.  król zakochał się w najstarszej siostrze Anthony’ego, Elżbiecie, i poślubił ją nie zważając na sprzeciw swego kuzyna i doradcy zwanego Twórcą Królów Richarda Neville’a. Liczna rodzina nowej królowej zyskała przywileje m.in. Richard Woodville został hrabią Rivers i lordem skarbnikiem, Anthony otrzymał tytuł lorda wyspy Wight a jeden z jego młodszych braci zaczął rozwijać karierę duchowną. Siostry Anthony’ego powychodziły za mąż za najbogatszych i najznamienitszych szlachciców w Anglii a najmłodsza z nich, Catherine, została żoną księcia Buckingham. Takie wywyższenie rodziny Woodville’ów spotkało się z oburzeniem innych arystokratycznych rodów.
W 1468 r. Anthony wraz z żoną byli gośćmi na ślubie Małgorzaty York i Karola Zuchwałego, który odbył się w Burgundii.  
W marcu 1471 r. Anthony pomagał swemu szwagrowi w tworzeniu floty bojowej, która miała go przywrócić na tron Anglii; dodatkowo w maju 1471 r. Edward IV powierzył mu kierowanie obroną Londynu.
Od 1473 r. był nauczycielem i głównym opiekunem swego siostrzeńca Edwarda, następcy tronu; mieszkali w zamku Ludlow w Shropshire. W jego imieniu Anthony zarządzał księstwem Walii. Król ufał hrabiemu w kwestii wychowania syna oraz doboru towarzystwa. Anthony miał bardzo duży wpływ na swego siostrzeńca.

## Osobowość
Anthony był uznawany za jednego z najlepszych rycerzy angielskich. Dużo czytał; po śmierci matki odziedziczył jej bibliotekę. Wiele czasu poświęcał aktywności fizycznej m.in. jeździe konnej. Pisał wiersze. Współpracował z Williamem Caxtonem.

## Małżeństwa i potomstwo
Około 1462 r. z inicjatywy matki poślubił Elizabeth de Scales, córkę lojalnego wobec Lancasterów Thomasa Scales'a. Dzięki żonie uzyskał tytuł barona Scales. Małżeństwo było bezpotomne. Po śmierci Elizabeth w 1473 r. Anthony odziedziczył cały jej majątek i zachował tytuł.
Około 1480 r. poślubił Mary FitzLewis, wnuczkę księcia Somerset Edmunda Beauforta.  
Miał pozamałżeńską córkę Margaret, urodzoną najprawdopodobniej przed 1461 r.

## Aresztowanie i śmierć
W kwietniu 1483 r. Edward IV zmarł. Następcą został starszy z jego synów, Edward V. Anthony na polecenie swojej siostry miał eskortować niespełna 13-letniego króla do Londynu. Pod koniec maja 1483 r. Anthony i jego siostrzeniec Richard Grey (młodszy syn królowej z pierwszego małżeństwa) zostali aresztowani przez brata Edwarda IV, Ryszarda, który jako Lord Prorektor przejął opiekę nad młodym królem. Królowa na wieść o pojmaniu brata oraz przejęciu Edwarda V przez swego szwagra uciekła z dworu królewskiego i schroniła się w sanktuarium wraz ze swoim pierworodnym synem Thomasem Greyem, księciem Yorku Ryszardem oraz pięcioma córkami.
Ryszard zaplanował koronację swego bratanka na 22 czerwca 1483 r., jednak nigdy do niej nie doszło. Anthony i Richard Grey zostali ścięci z jego rozkazu 25 czerwca 1483 r. Lord Protektor przejął tron Anglii po tym, jak ogłosił, że małżeństwo jego brata z Elżbietą Woodville było nieważne od samego początku, w związku z czym dzieci Edwarda IV są bękartami. Ryszard III koronował się 6 lipca 1483 r., lecz dwa lata później zginął w bitwie pod Boshworth pokonany przez Henryka VII.

## W kulturze
W rolę Anthony’ego w serialu "Biała królowa" wcielił się Ben Lamb.